# توکولتی-نینورتای یکم
توکولتی-نینورتای یکم - اواسط قرن سیزدهم - خویشتن را شاه عالم و شاه آشور و شاه چهار کشور جهان. شاه کاردونیاش بالا و کاردونیاش پایین و شاه سوباریانو کوتیان و سراسر کشور نائیری می‌خواند. وی ضمناً می‌گوید که در نخستین سال سلطنتش به دست او کوتیان و اوکومانیان و کشورهای الخونی، شاریند و مهری مطیع شدند و وی هرساله خراج این کشورها را در پایتخت خویش شهر آشور دریافت می‌کرد.
در حدود ۱۲۴۴ تا ۱۲۰۸ پیش از میلاد، درگیری‌های بین ایلام و آشور افزایش پیدا می‌کند. توکولتی-نینورتای یکم پادشاه آشور به کوه‌های شمال ایلام حمله می‌کند.

## اقوام و قبایل در زمان توکولتی-نینورتای یکم
توکولتی-نینورتای یکم آخرین شاه آشور است که کتیبهٔ وی از کوتیان چون قبایلی که واقعاً وجود داشته‌اند، یاد می‌کند. دربارهٔ اوکومانیان که در کتیبهٔ او ذکر شده این را می‌دانیم که در درّهٔ زاب بزرگ می‌زیستند. موقعیت کشورهای دیگر روشن نیست ولی مسلماً با در نظر گرفتن اینکه در آن زمان آشوریان سرزمین‌های بسیار کوچک را کشور می‌نامیدندکشورهای الوخین، شاریند و مهری بخش کوچکی از سرزمین کوتیان بوده‌اند. گذشته از این توکولتی-نینورتای یکم در یکی از کتیبه‌ها، کشورهای بسیاری را برمی‌شمارد که مکانشان را نمی‌توان معلوم کرد و بخشی از آنها، محتملا، جزو سرزمین کوتیان بوده‌اند. بعد از توکولتی-نینورتای یکم، سرزمین آشور موقتاً دچار انحطاط شد و مدت‌ها نفوذ در جبال زاگرس به عمل نیامد.
او جنگ‌های بیرحمانه زیادی برپا ساخت و مردم سرزمین‌های شکست خورده را به منظور از میان بردن حس بیداری ملّی در آنها، از سرزمین‌هایشان اخراج می‌کرد.
او سوریه و ماری را تصرف کرد و در جنگی میان آشور و بابل، کاشتیلیاش سوم را شکست داد و آشوریان شهر بابل را تسخیر کردند (۱۲۲۵ پ. م). کاشتیلیاش سوم اسیر و به آشور تبعید شد.
خود توکولتی-نینورتای یکم در کتیبه‌ای در این باره می‌گوید:
 «با توکل به خدایان بزرگ، آشور، اِنلیل، و شَمَش، که پیشاپیش سپاه من در حرکت بودند، کاشتیلیاش، پادشاه بابل را، مجبور کردم نبرد را واگذار کند؛ سپاهیانش را درهم شکستم، و کاشتیلیاش، شاه کاسی را، اسیر کردم. مثل یک زیرپایی، بر گردنش پا گذاشتم. او را عریان کردم و کَت بسته به پیشگاه خدایم آشور بردم. سومر و اکّد را تا دورترین مرزهایش به زیر سلطه-ی خود درآوردم». 
پس از آن، در پی شورشی در بابل که علیه اشغالگران برپا شده بود، آشوریان نیایشگاه‌های آن شهر، از جمله نیایشگاه مردوک را مورد چپاول قرار دادند و شاه آشور، در بابل شهر جدید به نام کار-توکولتی-نینورتا ساخت. سپس یک حاکم دست نشانده را در بابل نشاند و خود به آشور بازگشت.

## هرج و مرج در آشور

### عاقبت توکولتی-نینورتای یکم
در سال ۱۲۰۷ پ. م، در حالی که می‌توان گفت امپراتوری آشور در بالاترین درجه شکوه خود بود، توکولتی-نینورتای یکم، گرفتار شورشی شد که در رأس آن دو پسرش قرار داشتند. آنان او را در شهر جدیدش، کار-توکولتی-نینورتا محاصره کردند. و در حین محاصره، او به قتل رسید؛ بنابراین، او در شهری که خود فرمان ساخت آن را داده بود، کشته شد.
توکولتی-نینورتای یکم، نفوذ آشور را تا آنسوی جنوب خاوری، آنچه که اکنون خلیج فارس نامیده می‌شود، و تا ارمنستان در شمال خاوری گسترش داد، اما پس از مرگش، امپراتوری آشور رو به زوال گام نهاد. آن‌گاه هرج و مرجی رخ داد که تا پایان دوره پادشاهی میانه، ادامه یافت.

## نگارخانه

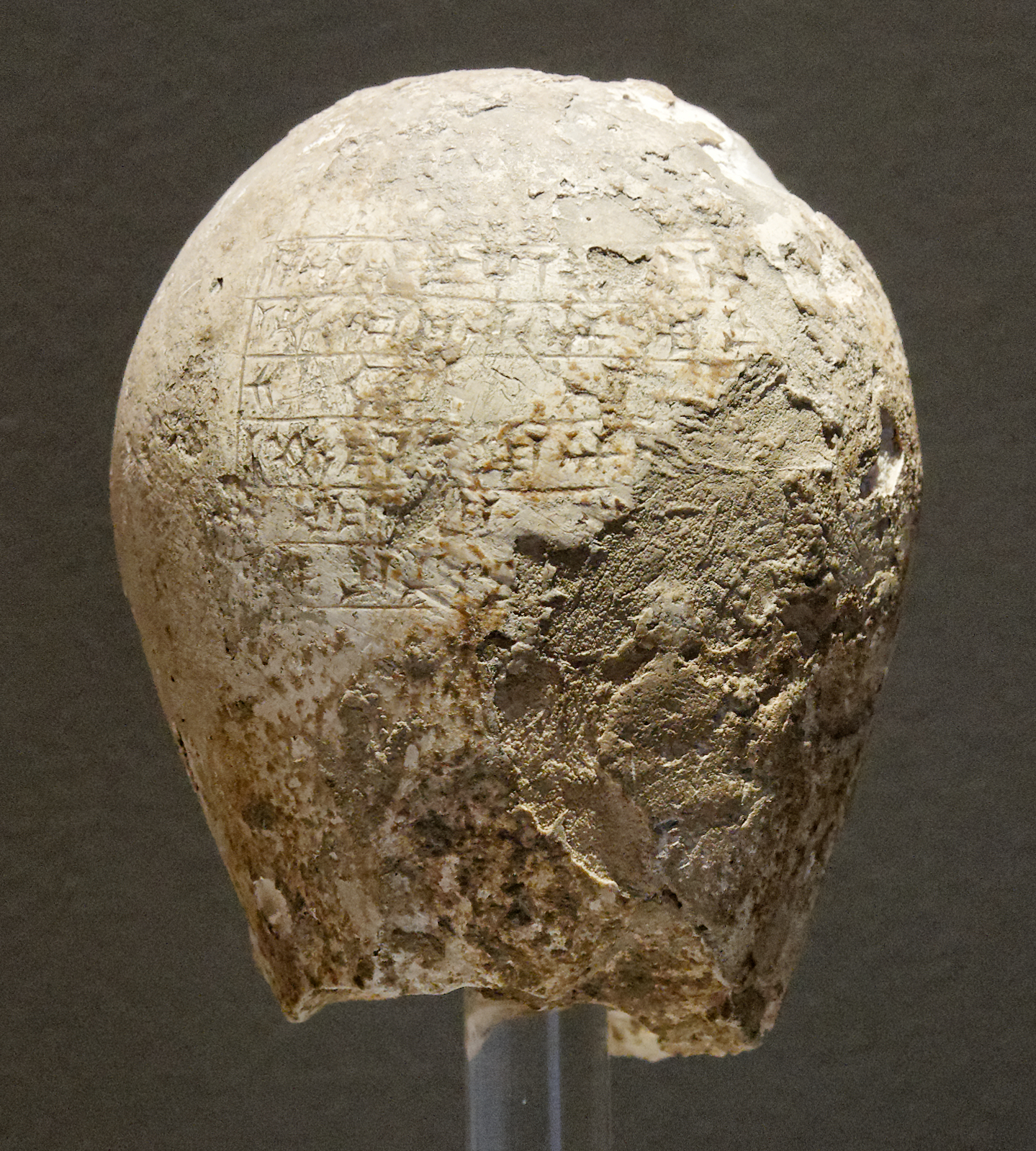
سر عصای توکولتی-نینورتای  یکم موزه لوور
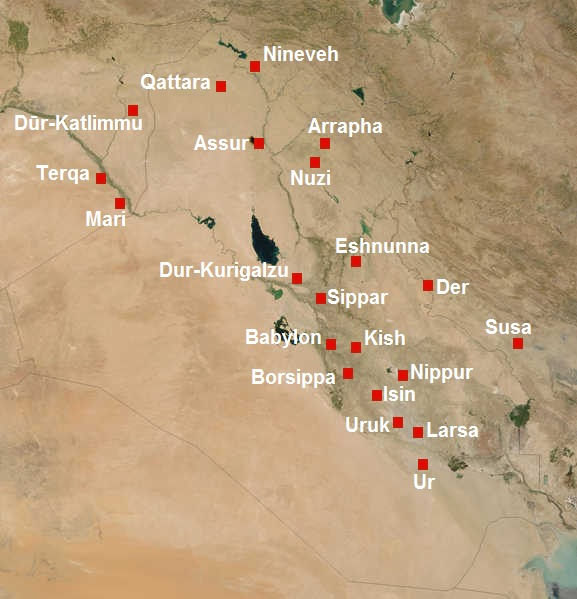
تمدن میانرودان
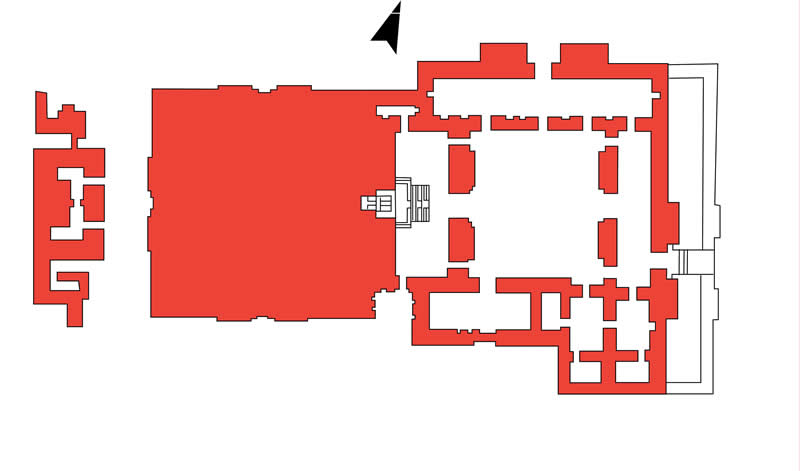
پلان کاخ نینورتا
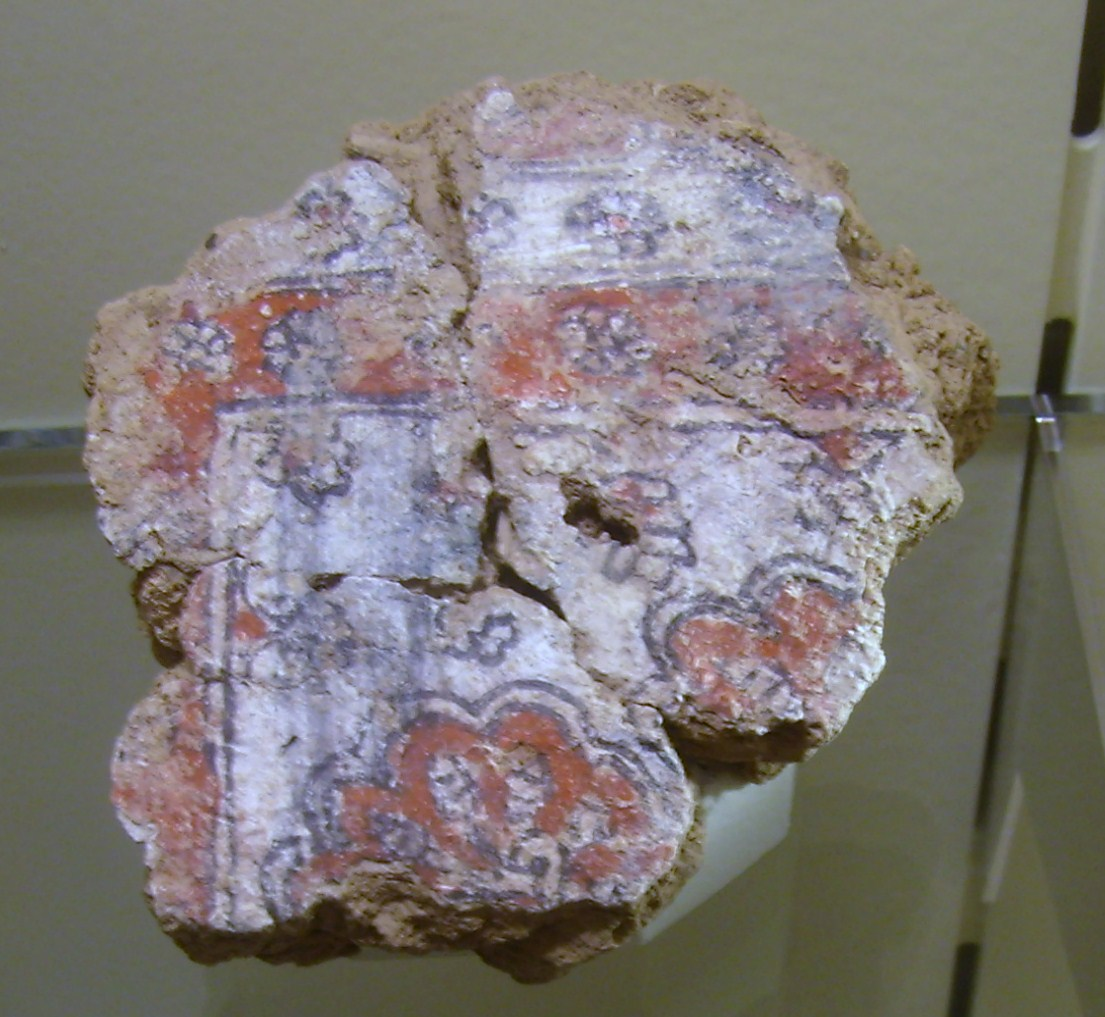
آجر منقش از کاخ نینورتا